# Lữ Liên
Lữ Liên (1917 – 8 tháng 7 năm 2012) là một nghệ sĩ âm nhạc người Việt Nam. Ông là thành viên của hai ban nhạc nổi tiếng là Ban hợp ca Thăng Long và Ban kích động nhạc AVT. Ông cũng là người viết lời Việt cho một số bản nhạc ngoại quốc được yêu thích như Dĩ vãng nhạt nhòa, "Đôi bờ", Lạc mất mùa xuân, Niềm đau chôn giấu, Tan tác...

## Cuộc đời
Lữ Liên tên thật là Lữ Văn Liên, sinh năm 1917 ở Hải Phòng. Ông từng theo học tại trường THPT Tiên Lãng, Hải Phòng và tốt nghiệp vào tháng 5 năm 1938. Cha của ông dù là nhân viên bưu điện nhưng lại đam mê nghệ thuật, từng lập một ban cổ nhạc ở Hải Phòng.
Thời tiền chiến, một thời gian ngắn, Lữ Liên từng là thành viên của ban hợp ca Thăng Long, cùng với Thái Thanh, Hoài Bắc và Hoài Trung trình diễn những ca khúc mang âm hưởng dân ca ba miền và nhạc trữ tình.
Ông gia nhập Quân đội Việt Nam Cộng hòa năm 1957, ban đầu phục vụ trong ban biên tập Đài Phát Thanh Quân đội, sau đó được biệt phái vào ngành kịch nghệ sân khấu thuộc Tiểu đoàn 1 Chiến Tranh Chính Trị. Sau khi giải ngũ, ông cộng tác với đài phát thanh Mẹ Việt Nam.
Lữ Liên bắt đầu sự nghiệp sáng tác bằng các ca khúc dí dỏm, châm biếm cho ban nhạc hài hước AVT trình bày. Sang năm 1966, ông chính thức gia nhập ban AVT, sáng tác và đồng thời biểu diễn những ca khúc như: Chúc xuân, Du xuân, Tiên Sài Gòn, Gái trai thời đại, Lịch sử mái tóc huyền, Mảnh bằng, Ba ông bố vợ…
Ngày sự kiện 30 tháng 4 năm 1975 xảy ra, Lữ Liên cùng vợ được tàu bốc ra Phú Quốc rồi sau đó đến tỵ nạn tại trại Pendleton, đảo Guam. Tới tháng 12 năm 1975, cả hai được một nhà thờ bảo trợ về sống ở Quận Cam, California. Sang đầu năm 1976, Hoàng Thi Thơ liên lạc được với Lữ Liên, rồi rủ ông thành lập lại ban tam ca trào phúng AVT để đi biểu diễn.
Từ năm 1989, ông bắt đầu viết lời Việt một số ca khúc nhạc ngoại quốc để cho con mình biểu diễn. Một số bài vẫn được yêu thích đến tận nay như Dĩ vãng nhạt nhòa, Lạc mất mùa xuân, Niềm đau chôn giấu, Tan tác...
Lữ Liên qua đời ngày 8 tháng 7 năm 2012 tại Bệnh viện Garden Grove (bang California, Mỹ), thọ 95 tuổi.

## Gia đình
Vợ của ông là kịch sĩ Thúy Liễu. Những người con của ông đều gắn bó với âm nhạc, là các ca sĩ:
- Bích Chiêu: Tên thật là Lữ Thị Bích Chiêu, sinh năm 1942 tại Đà Lạt, mất năm 2022 tại Pháp.
- Tuấn Ngọc: Tên thật là Lữ Anh Tuấn, sinh năm 1947 tại Đà Lạt.
- Anh Tú: Tên thật là Lữ Anh Tú, sinh năm 1950 tại Đà Lạt, mất năm 2003 tại California.
- Khánh Hà: Tên thật là Lữ Thị Khánh Hà, sinh năm 1952 tại Đà Lạt.
- Thúy Anh: Tên thật là Lữ Thị Thúy Anh.
- Lan Anh: Tên thật là Lữ Thị Lan Anh.
- Lưu Bích: Tên thật là Lữ Thị Lưu Bích, sinh năm 1968 tại Đà Lạt.

Tuấn Ngọc kết hôn với ca sĩ Thái Thảo, là con gái của nhạc sĩ Phạm Duy. Vì vậy, Lữ Liên và Phạm Duy là thông gia.

## Sáng tác

### Trước 1975
Viết riêng các bản nhạc trào phúng cho ban AVT.
- Ai lên xe buýt
- Ba ông bố vợ
- Ba chàng tị nạn (hải ngoại)
- Ba người thợ khéo (hải ngoại)
- Canh cua rốc
- Chúc xuân
- Chuyện vui của lính
- Cò Tây cò Ta
- Du xuân
- Điệp khúc tương phùng (Xuân Lôi & Lữ Liên)
- Đường chiều (Xuân Lôi & Lữ Liên, 1956)
- Đánh cờ
- Em tập Vespa
- Gái trai thời đại
- Gác vắng (Anh Hoàng & Lữ Liên)
- Gốc mít (Lữ Liên & Anh Bằng, 1985)
- Hội sợ vợ (hải ngoại)
- Lịch sử mái tóc huyền
- Mảnh bằng
- Mộng hải hồ (Văn Phụng & Lữ Liên)
- Ông nội trợ
- Tam nghiệp 1 & 2
- Tiên hạ giới (Tiên Sài Gòn)
- Trắng đen
- Trăng sáng đêm rằm
- Tuổi đôi mươi (Dậy thì)

### Sau 1975
Chủ yếu là viết lời Việt cho các bản nhạc ngoại quốc.
- Bến vắng
- Cánh chim và trẻ thơ
- Can't stay away from you
- Chuyện tình hè
- Chỉ cỏn mình anh
- Cõi mơ (sáng tác)
- Cô gái rừng mơ
- Dĩ vãng nhạt nhòa
- Đôi bờ
- Đợi anh về
- Em đi
- Em vẫn buồn như xưa
- Khói dâng mờ đôi mắt
- Kỷ niệm
- Kỷ niệm buồn
- Kỷ niệm chiều mưa (sáng tác)
- Lá thu vàng (Autumn Leaves)
- Lạc mất mùa xuân
- Lời biển gọi
- Một đời không có em (sáng tác)
- Nghe tiếng mưa rơi
- Người tình khó quên
- Niềm đau chôn giấu (Never Fall In Love)
- Nếu như ta còn thương nhau
- Nỗi buồn chợt đến
- Nỗi nhớ trong chiều mưa
- Nơi đây em vẫn chờ
- Nuối tiếc (Femme d' Ajourd'hui)
- Ra đi
- Suối mơ
- Tan tác (Aijin)
- Tình tuyệt diệu
- Tình xanh muôn thuở
- Tiễn anh trong mưa
- Ước hẹn
- Vòng tay ân ái